# Hydraena incurva
Hydraena incurva es una especie de escarabajo del género Hydraena, familia Hydraenidae. Fue descrita científicamente por Orchymont en 1932.
Esta especie se encuentra en India.